# Marija
Marija ist ein weiblicher Vorname. Es ist die russische, slawische und baltische Form des Namens Maria. Er tritt im gesamten ost- und südosteuropäischen Raum auf. Im Sorbischen existiert neben Marija auch die Variante Marja. Auch die Entstehung des slowenischen Namens Mojca aus Marija wird diskutiert. Weitere Informationen zu diesem Namen finden sich im Hauptartikel Maria.

## Verbreitung
Der Name wird in Deutschland seit über hundert Jahren jährlich bei der Namenswahl berücksichtigt, er zählt zu den geläufigen Namen. In den letzten 10 Jahren wurde er etwa 630 Mal vergeben. In Österreich kommt der Name mindestens seit 1985 in den Hitlisten vor. Seit der Jahrtausendwende wird er häufiger vergeben, jedoch ist der Name eher mäßig beliebt. Von 1984 bis 2023 wurden circa 470 Mädchen so genannt. In der Schweiz kommt der Name seit 1930 jedes Jahr in den Hitlisten vor, wobei er eher mäßig beliebt ist. Von 1930 bis 2023 wurde er 2.900 Mal gewählt.
In Bosnien und Herzegowina befindet sich der Name seit 2009 regelmäßig in den Top-40. Der Name liegt in Kroatien seit 2017 dauerhaft in den Top-30 der Hitlisten. In Nordmazedonien belegte der Name im Jahr 2014 Rang 2, seitdem ist seine Beliebtheit leicht rückläufig. In Slowenien kommt der Name seit der Jahrtausendwende hin und wieder in den Top-100 vor. Von 1992 bis 2023 wurde er rund 470 Mal vergeben. Der Name taucht in Polen seit 2010 immer wieder in der jährlichen Namensgebung auf. Er gilt aber als nur mäßig beliebt. In Tschechien lag der Name zwischen 1975 und 1995 ab und zu in den Top-200. Der Name befand sich in Lettland von 1920 bis 1950 stets in den Top-10, danach ging seine Popularität bis zu den 1970er Jahren zurück. Sie stieg dann wieder bis zu den 1990er Jahren an. Seitdem befindet sich der Name in den Top-20.
Marija taucht in Frankreich seit 1970 hin und wieder in den Hitlisten auf. In den Niederlanden befindet sich der Name seit 1930 regelmäßig in den Vornamenscharts. Der Name wird in Irland seit 1964 alljährlich vergeben, jedoch ist er nicht sonderlich populär. Die Vergabe ist auch in England, Schottland und Nordirland nachgewiesen. In den nordischen Ländern wird der Name vorwiegend in Schweden vergeben, in Dänemark und Norwegen gilt er als mäßig beliebt.
Der Name kommt in den USA seit den frühen 1960er Jahren fast jedes Jahr in den Vornamenscharts vor, er wird aber in einem eher geringen Volumen vergeben. In Kanada ist der Name seit 1980 fast jährlich in der Namensgebung anzutreffen.

## Bekannte Namensträgerinnen
- Marija Wassiljewna Abakumowa (* 1986), russische Speerwerferin
- Marija Wladimirowna Aljochina (* 1988), russische politische Aktivistin und Performancekünstlerin. (Pussy Riot)
- Marija Bakalowa (* 1996), bulgarische Schauspielerin
- Marija Bursać (1921–1943), jugoslawische Kommunistin und Partisanin
- Marija Butuk (* 1993), moldawische Schachspielerin
- Marija Dmitrijewna Dostojewskaja (1824–1864), erste Ehefrau des russischen Schriftstellers Fjodor Michailowitsch Dostojewski
- Marija Wladimirowna Ender (1897–1942), russische Malerin
- Marija Gabriel (* 1979), bulgarische Politikerin der Partei GERB und EU-Kommissarin für Forschung, Innovation und Bildung, Kultur und Jugend
- Marija Gimbutas (1921–1994), Prähistorikerin und Anthropologin
- Marija Kondratjewna Gorochowskaja (1921–2001), sowjetische Turnerin
- Marija Grabowezkaja (* 1987), kasachische Gewichtheberin
- Marija Hladun (* 1996), ukrainische Handballspielerin
- Marija Itkina (1932–2020), sowjetische Leichtathletin
- Marija Nikolajewna Jermolowa (1853–1928), russische Schauspielerin
- Marija Iwanowna Kirbassowa (1941–2011), russische Menschenrechtlerin, Gründerin der Soldatenmütter Russlands
- Marija Kon (1894–1987), jugoslawische Germanistin
- Marija Iwanowna Konowalowa (* 1974), russische Langstreckenläuferin
- Marija Leiko (1887–1938), lettische Filmschauspielerin
- Marija Pawlowna Lissowaja (* 1994), russische Schauspielerin
- Marija Manakova (* 1974), russisch-serbische Schachspielerin
- Marija Mauer (* 1991), deutsche Schauspielerin und Sprecherin
- Marija Andrejewna Mironowa (* 1973), russische Schauspielerin
- Marija Mizowa (* 1996), bulgarische Badmintonspielerin
- Marija Musytschuk (* 1992), ukrainische Schachspielerin
- Marija Antonowna Naryschkina (1779–1854), polnische Fürstin, Mätresse des russischen Zaren Alexander I.
- Marija Naumova, Künstlername Marija N, (* 1973), lettische Sängerin
- Marija Owtschinnikowa (* 1998), kasachische Weit- und Dreispringerin
- Marija Pečkauskaitė, Pseudonym Šatrijos Ragana (1877–1930), litauische Schriftstellerin
- Marija Pinigina (* 1958), sowjetisch-ukrainische Sprinterin
- Marija Prymatschenko (1909–1997), ukrainische Vertreterin der naiven Kunst und  Volkskünstlerin
- Marija Radojičić (* 1992), serbische Fußballspielerin
- Marija Alexandrowna Romanowa (1853–1920), Prinzessin von Großbritannien und Irland sowie Herzogin von Sachsen-Coburg und Gotha
- Marija Nikolajewna Romanowa (1819–1876), Tochter von Zar Nikolaus I. Pawlowitsch von Russland
- Marija Nikolajewna Romanowa (1899–1918), Tochter von Nikolaus II. von Russland
- Marija Pawlowna Romanowa (1786–1859), Großherzogin von Sachsen-Weimar-Eisenach
- Marija Pawlowna Romanowa (1890–1958), Prinzessin aus dem Hause Romanow-Holstein-Gottorp
- Marija Wladimirowna Romanowa (* 1953), Tochter von Wladimir Kirillowitsch Romanow
- Marija Ruljancic (1913–2024), australische Altersrekordlerin
- Marija Jurjewna Scharapowa (* 1987), russische Tennisspielerin und Fotomodell
- Marija Schkanowa (* 1989), belarussische Skirennläuferin
- Marija Šerifović (* 1984), serbische Sängerin
- Marija Šestić (* 1987), Sängerin aus Bosnien und Herzegowina
- Marija Temrjukowna (* ca. 1544; † 1569), tscherkessische Prinzessin und durch Heirat Zarin von Russland
- Marija Tolmatschowa (* 1997), russische Sängerin und Gewinnerin des Junior Eurovision Song Contest 2006 (zusammen mit ihrer Zwillingsschwester Anatassiija)
- Marija Trmčić (* 1986), serbische Skiläuferin
- Marija Ulitina (* 1991), ukrainische Badmintonspielerin
- Marija Alexandrowna Uljanowa (1835–1916), Mutter von Wladimir Iljitsch Lenin
- Marija Vukčević (* 1986), montenegrinische Fußballspielerin
- Marija Bronislawowna Worobjowa-Stebelskaja (1892–1984), kubistische Malerin russischer Herkunft
- Marija Wladimirowna Woronzowa (* 1985), russische pädiatrische Endokrinologin, älteste Tochter des russischen Präsidenten Wladimir Putin

Zwischenname
- Vida Marija Čigriejienė (* 1936), litauische Ärztin, Politikerin, Mitglied des Seimas und Professorin
- Vanessa Marija Else Ferber, bekannt als Vanessa Mai (* 1992), deutsche Sängerin

## Belege
1. ↑  Rosa Kohlheim, Volker Kohlheim: Duden. Lexikon der Vornamen. 6. Auflage. Dudenverlag, Mannheim/Zürich 2013, ISBN 978-3-411-04946-2, S. 259.
2. ↑  
Keber, Janez, Leksikon imen Katalogeintrag bei Cobiss
3. 1 2 3 4 5  Marija. In: Baby-Vornamen. Baby Vornamen, abgerufen am 11. April 2025 (deutsch).
4. ↑  Vornamen der Geborenen. In: STATISTIK AUSTRIA. Bundesanstalt Statistik Österreich, abgerufen am 11. April 2025 (deutsch).
5. ↑  Popularity in Bosnia and Herzegovina. In: Behind the Name. Mike Campbell, abgerufen am 11. April 2025 (englisch).
6. ↑  Popularity in Croatia. In: Behind the Name. Mike Campbell, abgerufen am 11. April 2025 (englisch).
7. ↑  Popularity in North Macedonia. In: Behind the Name. Mike Campbell, abgerufen am 11. April 2025 (englisch).
8. ↑  Popularity in Slovenia. In: Behind the Name. Mike Campbell, abgerufen am 11. April 2025 (englisch).
9. ↑  Popularity in Czechia. In: Behind the Name. Mike Campbell, abgerufen am 11. April 2025 (englisch).
10. ↑  Popularity in Latvia. In: Behind the Name. Mike Campbell, abgerufen am 11. April 2025 (englisch).
11. ↑  Marija. In: Nordicnames. Judith Ahrholdt, abgerufen am 11. April 2025 (englisch).